# Andrena pandosa
Andrena pandosa är en biart som beskrevs av Warncke 1968. Andrena pandosa ingår i släktet sandbin, och familjen grävbin. Inga underarter finns listade i Catalogue of Life.